# Héctor Agustín García
Héctor García (nacido el 28 de noviembre de 1915) fue un futbolista argentino que jugaba como mediocampista y su primer club fue Platense.

## Carrera
Debutó vistiendo la casaca del Calamar en 1935 y al año siguiente pasó a Huracán. Luego de un paso por Colo Colo, donde ganó la liga de 1937 y un retorno al Globo, llegó en 1939 a Rosario Central, que disputaba su primera temporada en la Primera División de AFA. Debutó el 7 de mayo de ese año en un encuentro ante Argentino de Quilmes, con el resultado 1-1. Vistió 19 veces la casaca auriazul. En 1940 tuvo un nuevo retorno a Huracán, equipo en el que completó 56 encuentros y marcó 5 goles en sus tres etapas. En 1941 jugó en Peñarol de Montevideo, cerrando su carrera en Colegiales de Munro.

## Selección nacional
Disputó un encuentro con la camiseta albiceleste, por la Copa Juan Mignaburu 1938, trofeo que quedó ese año en manos argentinas.

### Participaciones en la Selección
| Torneo              | Fecha      | Rival   | Resultado |
| ------------------- | ---------- | ------- | --------- |
| Copa Juan Mignaburu | 18-06-1938 | Uruguay | 1-0       |

## Clubes
| Club            | País      | Año       |
| --------------- | --------- | --------- |
| Platense        | Argentina | 1935      |
| Huracán         | Argentina | 1936-1937 |
| Colo Colo       | Chile     | 1937      |
| Huracán         | Argentina | 1938      |
| Rosario Central | Argentina | 1939      |
| Huracán         | Argentina | 1940      |
| Peñarol         | Uruguay   | 1941      |
| Colegiales      | Argentina | 1942      |

## Palmarés

### Tïtulos  nacionales
| Club      | País  | Título           | Año  |
| --------- | ----- | ---------------- | ---- |
| Colo-Colo | Chile | Primera División | 1937 |

### Títulos internacionales
| Equipo    | Título              | Año  |
| --------- | ------------------- | ---- |
| Argentina | Copa Juan Mignaburu | 1938 |